# Canadaspidida
De Canadaspidida zijn een orde van uitgestorven kreeftachtigen uit de klasse van de Malacostraca.

## Taxonomie
De volgende taxa zijn bij de orde ingedeeld:
- † Familie Canadaspididae Novozhilov in Orlov, 1960
  -  † Geslacht Canadaspis Novozhilov in Orlov, 1960
  -  † Canadaspis laevigata Hou and Bergström, 1991
  -  † Canadaspis perfecta Walcott, 1912
- † Familie Perspicarididae Briggs, 1978